# Kári Árnason (Fußballspieler, 1982)
Kári Árnason (* 13. Oktober 1982 in Göteborg, Schweden) ist ein isländischer ehemaliger Fußballnationalspieler. Kári konnte sowohl in der Abwehr als auch im Mittelfeld spielen. Seit 2005 spielte er mit längeren Unterbrechungen für die Isländische Fußballnationalmannschaft. Auf Vereinsebene spielte er in Island für Víkingur Reykjavík sowie bei Vereinen in Dänemark, England, Schottland und Schweden teilweise in unteren Ligen. Seit 2018 stand er wieder bei Víkingur Reykjavík unter Vertrag.

## Karriere

### Verein

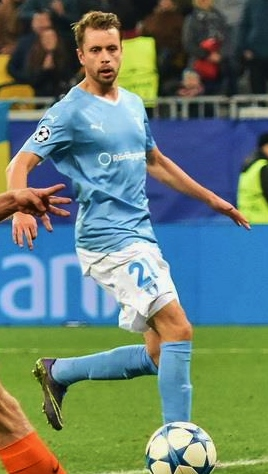
Kári im Dress von Malmö FF am 4. November 2015 gegen Schachtar Donezk

Kári begann in der U-23-Mannschaft von Víkingur Reykjavík und spielte ab der Saison 2001 mit 18 Jahren für die erste Mannschaft in der ersten Liga, kam aber in den ersten beiden Jahren nur auf je fünf Saisonspiele. 2003 waren es dann schon 16 Spiele und der Verein wurde Vizemeister, scheiterte aber ebenso wie ein Jahr später im Pokalviertelfinale.
2004 stieg Víkingur als Vorletzter ab und Kári wechselte zum schwedischen Pokalsieger Djurgårdens IF in die erste schwedische Liga. Er wurde dort auf Anhieb Meister und Pokalsieger. In der UEFA Champions League scheiterten sie aber in der zweiten Qualifikationsrunde am slowakischen Meister MFK Ružomberok. 2006 konnten dann auch beide Titel nicht verteidigt werden und er wechselte nach Dänemark zu Aarhus GF. Der Verein entging in seiner ersten Saison dort aber knapp dem Abstieg. Danach reichte es zwar zu einem Platz im Mittelfeld, aber Kári wurde nach 12 Spielen zum Ligakonkurrenten Esbjerg fB ausgeliehen. Zur Saison 2009/10 wechselte er zum englischen Zweitligisten Plymouth Argyle, mit dem er am Ende der Saison in die dritte Liga abstieg, aber nachdem der Verein auch diese Klasse nicht halten konnte, wechselte er nach Schottland zum FC Aberdeen und spielte dort in der ersten Liga. Nach nur einer Spielzeit, in der der Verein in den Abstiegs-Play-offs spielte, kehrte er zurück nach England und spielte für Rotherham United in der vierten Liga. Nach dem Ende der Saison stiegen sie als Vizemeister in die dritte Liga auf und erreichten dort den vierten Platz. Damit durften sie an den Aufstiegs-Playoffs teilnehmen, die sie erfolgreich abschlossen. In der folgenden Zweitligasaison entgingen sie aber nur knapp dem Abstieg.
Zur Saison 2015 wechselte er dann nach Schweden und spielt seitdem für Malmö FF, den schwedischen Meister von 2014. Mit Malmö erreichte er in der UEFA Champions League 2015/16 die Gruppenphase, konnte aber nur das Heimspiel gegen Schachtar Donezk mit 1:0 gewinnen. In den anderen Spielen gegen Real Madrid, Paris Saint-Germain und im Rückspiel gegen Donezk blieben sie ohne Torerfolg und schieden als Gruppenletzte aus. Auch in der Liga lief es nicht und am Ende der Saison 2015 waren sie nur Fünfter. Am 5. Mai 2016 verloren sie dann im heimischen Stadion das Pokalfinale im Elfmeterschießen gegen BK Häcken, einen Verein, der zuvor noch nie einen Titel gewonnen hatte. Dabei hatten sie zur Halbzeitpause noch mit 2:0 geführt. Im Elfmeterschießen konnte er dann zwar seinen Elfmeter im Tiebreak verwandeln, da aber der nächste Spieler von Malmö verschoss während die Spieler von Häcken sich keine Blöße mehr gaben, ging der Pokal in seine Geburtsstadt Göteborg.
Über die Stationen Omonia Nikosia und FC Aberdeen kehrte er im Jahr 2018 zurück nach Island zu Víkingur Reykjavík. Für die Saison 2018/19 wurde er vom türkischen Zweitligisten Gençlerbirliği Ankara verpflichtet. Hier gelang ihm mit seinem Verein die Vizemeisterschaft der Liga und damit der direkte Wiederaufstieg.
Mit seinem Vertragsende zum Sommer 2019 verließ er die Türkei und kehrte zu Víkingur Reykjavík zurück. In der ersten Qualifikationsrunde zur UEFA Europa League 2020/21 verlor er mit Víkingur 1:2 nach Verlängerung bei NK Olimpija Ljubljana.

### Nationalmannschaft

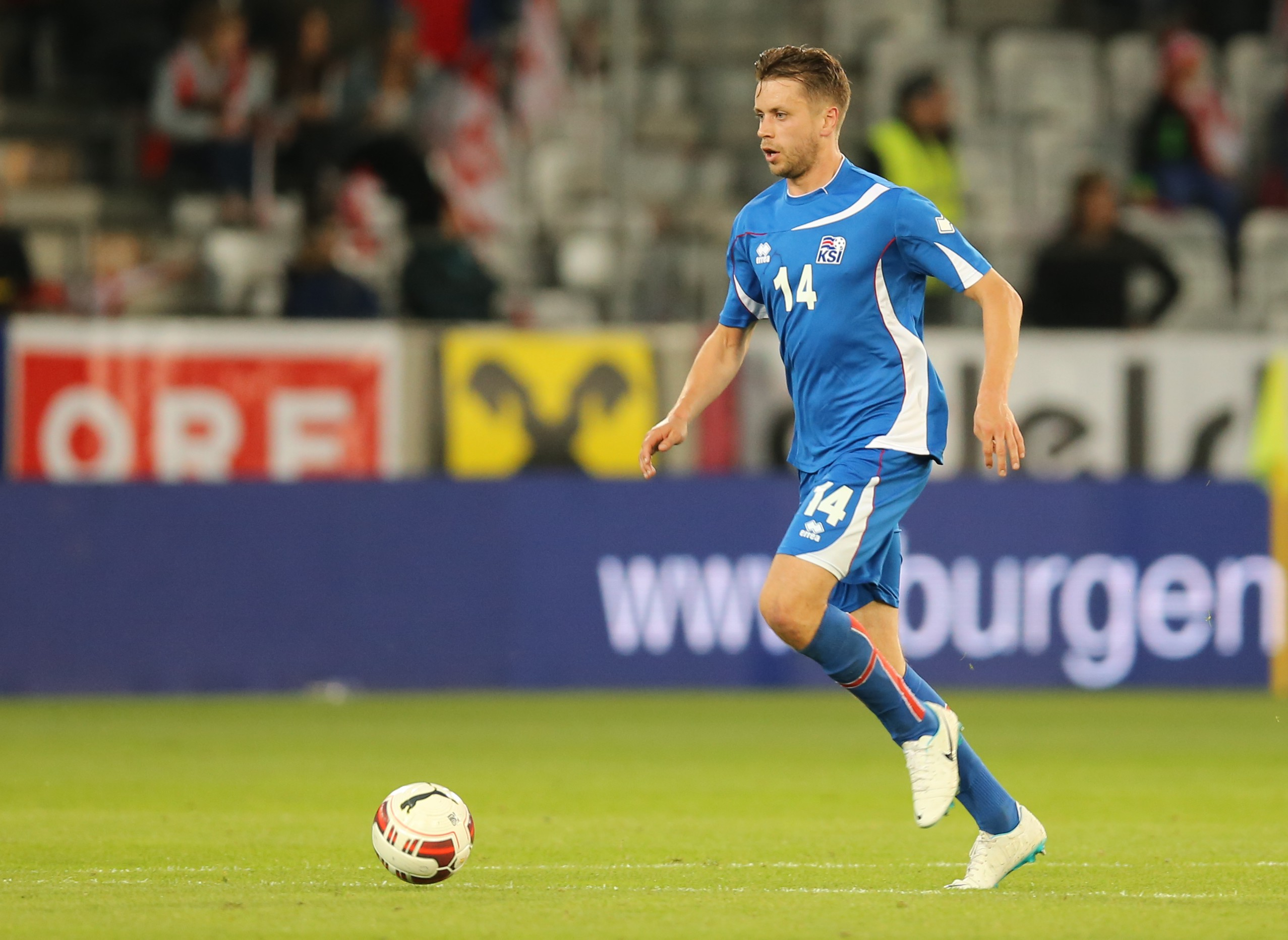
Kári im Nationaldress am 30. Mai 2014 gegen Österreich

Kári spielte nie in einer isländischen Juniorenmannschaft. Am 30. März 2005 feierte er beim torlosen Remis im Freundschaftsspiel gegen Italien sein Debüt in der Nationalmannschaft, als er in der 77. Minute eingewechselt wurde. Im nächsten Spiel am 4. Juni wurde er dann zur zweiten Halbzeit eingewechselt. In den folgenden sechs Spielen stand er dann fünfmal in der Startelf, wurde aber jedes Mal ausgewechselt, und einmal eingewechselt. In seinem achten Spiel erzielte er dann auch sein erstes Länderspieltor: am 12. Oktober 2005 beim 1:3 gegen Schweden im letzten Spiel der Qualifikation für die Fußball-Weltmeisterschaft 2006 erzielte er das 1:0 für Island, wurde später aber wieder ausgewechselt.
Im ersten Spiel der Isländer im Februar 2006 gegen Trinidad und Tobago wurde er dann nicht berücksichtigt, kam dann aber bei den nächsten vier Spielen im Spätsommer und Frühherbst wieder zum Einsatz. Die nächsten vier EM-Qualifikationsspiele fanden dann wieder ohne ihn statt. Als er am 22. August 2007 dann wieder eingesetzt wurde, spielte er erstmals über 90 Minuten und dann auch im folgenden Spiel 8. September 2007. Danach wurde er einmal zwei Minuten vor dem Spielende aus- und einmal in der 24. Minute eingewechselt. Anschließend gab es eine Länderspielpause für ihn von fast 29 Monaten während er in Dänemark und der zweiten englischen Liga spielte. Nachdem er am 3. März 2010 dann gegen Zypern über 90 Minuten spielte, folgte eine erneute zweijährige Pause während er in der ersten schottischen Liga spielte. Unter dem neuen Trainer Lars Lagerbäck wurde er dann im Februar 2012 wieder berufen und zum Stammspieler und blieb dies auch obwohl er bis Mai 2015 nur in unterklassigen englischen Ligen spielte. Er spielte nun auch meistens über die volle Spielzeit und wurde in nahezu allen Pflichtspielen eingesetzt.
In die Qualifikation für die Fußball-Weltmeisterschaft 2014 gingen die Isländer als klarer Außenseiter, waren sie doch die in der FIFA-Weltrangliste am schlechtesten platzierte Mannschaft ihrer Gruppe. Sie konnten aber die ehemaligen WM-Teilnehmer Norwegen und Slowenien hinter sich lassen und mussten nur den erstarkten Schweizern den Vortritt lassen. Als Gruppenzweite hatten sie aber noch die Chance, sich über die Play-offs gegen Kroatien zu qualifizieren. Nach einem torlosen Remis im Heimspiel verlor er aber in Kroatien mit 0:2. Er kam in acht Qualifikationsspielen zum Einsatz. Er erzielte im ersten Spiel am 7. September 2012 das 1:0 beim 2:0-Sieg gegen Norwegen, wurde aber in der 49. Minute ausgewechselt und saß dann vier Tage später nur auf der Bank. Zudem kam er am 22. März 2013 beim 2:1 gegen Slowenien nicht zum Einsatz, nachdem er auch die beiden vorherigen Freundschaftsspiele verpasst hatte.
Noch besser lief dann die Qualifikation für die EM 2016. Wieder galten sie als Außenseiter, auch wenn sie nun nur noch die zweitschlechteste Mannschaft waren. Trotzdem konnten sie erstmals am 13. Oktober 2014 den WM-Dritten und hohen Favoriten Niederlande besiegen und nach diesem Heimsieg sogar das Rückspiel in Amsterdam gewinnen. Zwar mussten sie am Ende noch den Tschechen Platz 1 überlassen, aber bereits am drittletzten Spieltag hatten sie sich erstmals für die EM-Endrunde qualifiziert. Er kam in allen zehn Qualifikationsspielen zum Einsatz und wurde nur am 10. Oktober 2015 beim 2:2 gegen Lettland nach 15 Minuten ausgewechselt, stand aber drei Tage später im letzten Qualifikationsspiel wieder in der Startformation und spielte über 90 Minuten. Bei den anschließenden sieben Freundschaftsspielen kam er aber nur dreimal zum Einsatz und saß ebenso oft auf der Bank. Nur für das Spiel am 31. Januar 2016 gegen die USA wurde er nicht berücksichtigt.
Am 12. Mai 2016 wurde er von Trainer Lars Lagerbäck in den Kader für die EM 2016 berufen. Im Kader war er nach Rekordtorschütze Eiður Guðjohnsen der zweitälteste Spieler. Er gehörte zur Stammelf und stand in allen fünf Turnierpartien in der Startaufstellung. Seine einzige Auswechslung war im Viertelfinale gegen Frankreich, als zur Halbzeit beim Stand von 0:4 bereits die Vorentscheidung über das Turnierende für die Isländer gefallen war. Kári erzielte selbst kein Tor, bereitete aber zwei Treffer seines Teams vor.
In der Gruppenphase der WM 2018 wurde Kári in den Partien gegen Argentinien und Nigeria eingesetzt. In der UEFA Nations League 2018/19 wurde er bei der zwei der vier Niederlagen eingesetzt. In der Qualifikation für die Fußball-Europameisterschaft 2020 wurde er in acht von zehn Spielen eingesetzt. Am Ende reichte es nur zu Platz 3. Da sich die Gruppengegner in der Nations-League-Gruppe direkt für die EM-Endrunde qualifizierten, hatten die Isländer noch die Chance sich über die Playoffs im März 2020 zu qualifizieren, was aber misslang. In der ebenfalls erfolglosen Qualifikation für die WM 2022 hatte er drei Einsätze.

## Erfolge
- Schwedischer Meister: 2005
- Schwedischer Pokalsieger: 2005
- Isländischer Meister: 2021

Gençlerbirliği Ankara
- Vizemeister der TFF 1. Lig und Aufstieg in die Süper Lig: 2018/19